# Dick Ault
Dick Ault (eigentlich Richard Francis Ault; * 10. Dezember 1925 in St. Louis; † 16. Juli 2007 in Jefferson City) war ein US-amerikanischer Hürdenläufer, der sich auf die 400-Meter-Distanz spezialisiert hatte.
1948 qualifizierte er sich bei den US-Ausschiedungskämpfen als Zweiter für die Olympischen Spiele in London, bei denen er Vierter wurde.
Seine persönliche Bestzeit von 51,4 s stellte er am 23. August 1949 in Bern auf.